# Baromi őrjárat 2.
A Baromi őrjárat 2. (eredeti cím: Super Troopers 2) 2018-ban bemutatott amerikai film, amelyet Jay Chandrasekhar rendezett. A Baromi őrjárat című film folytatása.
A forgatókönyvet Broken Lizard írta. A producere Richard Perello. A főszerepekben Jay Chandrasekhar, Kevin Heffernan, Steve Lemme, Paul Soter és Erik Stolhanske   láthatók. A film zeneszerzője az Eagles of Death Metal. A film gyártója a Broken Lizard Industries és a Cataland Films, forgalmazója a Fox Searchlight Pictures. Műfaja filmvígjáték.
Amerikában 2018. április 20-án mutatták be a mozikban.

## Cselekmény
Néhány évvel az első film eseményei után a rendőröket kirúgták a Spurbury Rendőrségtől, miután Fred Savage-et egy olyan kirándulásra vitték, amely a halálával végződött. Farva most építésvezető, Mac és Nyúl pedig neki dolgozik. Thorny az erdészetben dolgozik, Foster pedig barátnőjével és egykori kollégájával, Ursula Hanson spurburyi rendőrfőnökkel él együtt. Mac kap egy hívást korábbi főnökétől, O'Hagen kapitánytól, hogy gyűjtsék össze a csoportot, és menjenek kanadai horgásztúrára.
Amikor a csoport megérkezik, kiderül, hogy O'Hagen szándéka az volt, hogy találkozzon Jessman vermonti kormányzóval. Elmondja, hogy egy nemrégiben végzett földmérés során kiderült, hogy egyes kisebb, jelenleg Kanadában található földeket eredetileg az Egyesült Államoknak szánták. Kanada beleegyezett a terület átadásába, Jessman kormányzó pedig rendőrséget hoz létre a Kanadai Királyi Lovasrendőrség helyett a térségben. Felhívja a csoportot, hogy átmenetileg ismét vegyék fel a rendőri egyenruhát, azzal az ígérettel, hogy ha sikerrel járnak ebben a feladatban, akkor főállású tisztek lesznek.
A rendőrök fogadásán találkoznak a város polgármesterével, Guy Le Franc-nal, a kanadai rendőrökkel, akiket helyettesíteni fognak, és a kulturális attaséval, Genevieve Aubois-val. Az amerikaiakat rosszul fogadják a városlakók, akik kanadaiak akarnak maradni.
Másnap Foster és Mac elkísérik a kanadai rendőröket a járőrözésükre, hogy találkozzanak a helyi lakosokkal, de a dolgok csúnyán elfajulnak, amikor Le Franc sztriptízbárjában megtámadják őket és verekedés tör ki. Eközben Thorny-t és Nyulat azzal bízzák meg, hogy cseréljék le a metrikus közúti jelzőtáblákat a saját, amerikai mértékegységükre, míg Farva a diszpécser szerepét kapja.
Thorny és Nyúl több, kábítószer hatása alatt álló gyerekkel találkozik. Megkérik őket, hogy vezessék őket oda, ahol a kábítószert találták, és egy elhagyatott tóparti házhoz érkeznek, ahol jelöletlen tablettákat és hamisított mobiltelefonokat találnak. Másnap a kanadai rendőrök megtréfálják a vermontiakat azzal, hogy egy medvét engednek be az őrsükre. Bosszúból az állami rendőrök elrabolják a kanadai rendőröket, és szabadon engedik őket az erdőben.
Ezután felveszik az egyenruhájukat, és megpróbálják lejáratni kanadai kollégáikat azzal, hogy tréfát űznek a megállított emberekkel. Csínytevéseik azonban félbeszakadnak, amikor Le Franc elárulja, hogy a súlyos bűncselekményt, a rendőrtisztnek való kiadást fogja felhasználni, hogy megakadályozza a terület amerikaivá válását.
Az ügynökök, miután rájönnek, hogy nem kapják meg a munkájukat, miután kudarcot vallottak a feladatban, azt tervezik, hogy visszatérnek Amerikába. Egy autópálya-ellenőrzés során Farva és Mac újabb tablettákat és mobiltelefonokat, valamint támadófegyvereket talál. Az ügynökök rájönnek, hogy ezek a tárgyak mind értékesebbek az Egyesült Államokban, mint Kanadában, és hogy valaki ezeket a tárgyakat a városban helyezte el a közeli Egyesült Államokkal való cserére készülve, hogy elkerülje a határátkelést.
Eközben Genevieve megérkezik az állomásra, és flörtölni kezd Nyúllal, majd szeretkezni kezdenek, csak hogy közben elrabolják őket. A többi amerikai rendőr a rejtett kamera felvételeinek megtekintésével értesül Nyúl elrablásáról, és arra gyanakodnak, hogy a kanadai rendőrségnek köze van hozzá.
A hamisított telefonok mobiltelefonos háromszögelését használva az ügynökök egy fűrészmalomhoz érkeznek, ahol találkoznak a kanadai rendőrséggel, és rájönnek, amit gyanítottak, hogy a rendőrök valójában drogcsempészek. Guy Le Franc-ról kiderül, hogy ő a csempészet vezetője, és ő a felelős Genevieve és Nyúl elrablásáért is, akik most egy fűrészre helyezett deszkához kötözve találják magukat.
Genevieve-ről kiderül, hogy Le Francnak dolgozó kettős ügynök, közben a csoportok lövöldözésbe keverednek. Az állami rendőrök sikerrel járnak az összecsapásban, és sikerül megmenteniük Nyulat. Le Francot és alkalmazottait letartóztatják, és Genevieve elárulja, hogy ő valójában Andrea Spooner, az Ontario tartományi rendőrség beépített embere.
Jessman kormányzó gratulál a tiszteknek a sikerhez. Sajtótájékoztatón a kanadai rendőrök gratulálnak amerikai kollégáiknak az erőfeszítéseikhez. Jessman kormányzó bejelenti, hogy a rejtett csempészet miatt a terület egyelőre kanadai ellenőrzés alatt marad, aminek hatására a két nemzet tisztviselői sértegetik egymást, és ismét harcba kezdenek.
A stáblista közepén egy jelenetben testkamerás felvételeket mutatnak a Fred Savage-gel közös szerencsétlen utazásról. A rendőröket egy macska megmentéséhez hívják egy fáról. Miután Fred Savage megtudja, hogy a tűzoltóságot kellett kihívni a mentéshez, inkább elkezd felmászni a fára, hogy maga mentse meg a macskát. Leesik a fáról, de sikerül biztonságosan földet érnie, azonban a szembejövő tűzoltóautó elüti és ő meghal.
A stáblista utáni jelenetben Farva a kisujját egy turmixba keveri, és egyenesen a turmixgépből issza meg, ami annak az eredménye, hogy a film alatt elvesztett egy fogadást Nyúllal.

## Szereplők
| Szereplő              | Színész             | Magyar hang          |
| --------------------- | ------------------- | -------------------- |
| Tüske                 | Jay Chandrasekhar   | Barabás Kiss Zoltán  |
| Foster                | Paul Soter          | Szokol Péter         |
| Mac                   | Steve Lemme         | Dózsa Zoltán         |
| Nyúl                  | Erik Stolhanske     | Fekete Zoltán        |
| Farva                 | Kevin Heffernan     | Csík Csaba Krisztián |
| John O'Hagan százados | Brian Cox           | Melis Gábor          |
| Guy LeFranc           | Rob Lowe            | Rajkai Zoltán        |
| Bellefuille rendőr    | Tyler Labine        | Varga Rókus          |
| Archambault rendőr    | Will Sasso          | Kerekes József       |
| Podien rendőr         | Hayes MacArthur     | Nagypál Gábor        |
| Wagner járőr          | Damon Wayans Jr.    | Dévai Balázs         |
| Callaghan járőr       | Seann William Scott | Gáspár András        |
| Jessman kormányzó     | Lynda Carter        | Hirling Judit        |
| Larry Johnson         | Jim Gaffigan        | Kapácsy Miklós       |
| Fred Savage           | Fred Savage         | Hamvas Dániel        |
| Buszsofőr             | Clifton Collins Jr. | Dolmány Attila       |

## Fordítás
- Ez a szócikk részben vagy egészben  a   Super Troopers 2 című olasz Wikipédia-szócikk fordításán alapul.  Az eredeti cikk szerkesztőit annak laptörténete sorolja fel. Ez a jelzés csupán a megfogalmazás eredetét és a szerzői jogokat jelzi, nem szolgál a cikkben szereplő információk forrásmegjelöléseként.